# The Miracle
The Miracle – wydany w 1989 roku album zespołu Queen. Ze względu na zły stan zdrowia wokalisty Freddiego Mercury’ego zespół nie promował albumu trasą koncertową, co starano się zrekompensować widowiskowymi teledyskami (aż pięć utworów wydano jako single, a cztery z nich znalazły się na kompilacji Greatest Hits II). Album pierwotnie miał się nazywać The Invisible Men, a tytuł zmieniono dopiero 3 tygodnie przed premierą. Podczas sesji nagraniowej The Miracle zarejestrowano dużo więcej utworów, niż ostateczne (m.in. „I Guess We're Falling Out”). Na całym świecie sprzedał się w ok. 7 milionach egzemplarzy.
Wśród niekonwencjonalnych zabiegów promocyjnych można wymienić m.in. oryginalną okładkę (zdjęcie, na którym twarze członków zespołu „zlane” są w jedną za pomocą technik cyfrowych). Inspiracją okładki była grafika singla Iron Maiden pod tytułem The Clairvoyant. Część nakładu ukazała się w formie boxu z CD, krótką biografią zespołu, notatkami prasowymi i zdjęciem. Uruchomiono specjalny numer telefoniczny 0898, pod którym można było usłyszeć, jak Brian May opowiada o nowym albumie i gra kilka utworów. Wydano kompaktowy maksisingel „The Miracle”, zawierający trzy utwory: „The Miracle”, „Stone Cold Crazy” (live) i „My Melancholy Blues” (live). W listopadzie 1989 roku wytwórnia Baktabak wydała płytę kompaktową z nieautoryzowanym wywiadem z zespołem.
Brian May o albumie: Chcieliśmy nagrać prawdziwie demokratyczny album i każdy z nas zaangażował się w proces pisania utworów. Stworzyliśmy poczucie prawdziwej jedności, bez żadnych egoistycznych ciągotek... To jeden z powodów, które sprawiły, że The Miracle okazał się dużo lepszym albumem, niż na przykład A Kind of Magic.
8 lipca 2009 roku wydawnictwo uzyskało status platynowej płyty w Polsce.

## Lista utworów
- Strona 1

1. „Party” (John Deacon, Brian May i Freddie Mercury) – 2:24
2. „Khashoggi's Ship” (Queen, głównie Mercury) – 2:47
3. „The Miracle” (Queen, głównie Mercury) – 5:02
4. „I Want It All” (Brian May) – 4:40
5. „The Invisible Man” (Roger Taylor) – 3:55

- Strona 2

1. „Breakthru” (Mercury i Taylor) – 4:07
2. „Rain Must Fall” (Deacon i Mercury) – 4:20
3. „Scandal” (May) – 4:42
4. „My Baby Does Me” (Mercury i Deacon) – 3:22
5. „Was It All Worth It” (Mercury) – 5:45

## Wydania
- Dodatkowe utwory, dostępne tylko na wydaniu CD:

1. „Hang On In There” (Mercury) – 4:46
2. „Chinese Torture” (May, Mercury) – 1:46
3. „The Invisible Man” (12” Version) (Taylor) – 5:29

- Dodatkowy utwór, dostępny na wydaniu Hollywood Records z 1991 (USA)

1. „Scandal” (12” Mix) (May) – 6:34

## Single
1. „The Miracle” / „Stone Cold Crazy (Live)”
2. „I Want It All / „Hang On In There"
3. „The Invisible Man” / „Hijack My Heart” (Taylor)
4. „Breakthru” / „Stealin'” (Mercury)
5. „Scandal” / „My Life Has Been Saved” (Deacon)